# طوطی‌کاکلی سیاه نوک‌کوتاه
طوطی‌کاکلی سیاه نوک‌کوتاه(نام علمی: Calyptorhynchus latirostris) نام یک گونه از سرده نهان‌منقار است.